# Vladimir Cantarean
Mitropolitul Vladimir, pe numele său civil Nicolae Cantarean, (n. 18 august 1952, Colencăuți, raionul Hotin, regiunea Cernăuți, RSS Ucraineană) este un cleric ortodox din Republica Moldova, care deține din 21 iulie 1989 rangul de mitropolit al Mitropoliei Chișinăului și al Întregii Moldove, aflate sub jurisdicția canonică a Patriarhiei Moscovei și a întregii Rusii. A fost implicat in numeroase scandaluri extrabisericesti, fiind pozat fie in ipostaze indecente pentru o fata bisericeasca, fie alaturi de unii politiceni controversati.

## Biografie

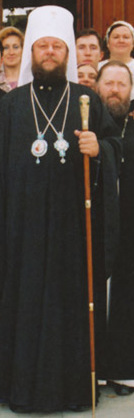
Mitropolitul Vladimir (2002)

În 1969 a absolvit școala medie din satul natal și a intrat la Școala tehnico-profesională, care a absolvit-o în 1970. Între 1970 și 1973 și-a satisfăcut serviciul militar în termen la Flota Mării Negre. După trecerea în rezervă a îndeplinit funcția de ipodiacon pe lângă Catedrala Adormirii Maicii Domnului din orașul Smolensk, fiind în același timp și secretar – funcționar al Direcției Eparhiale Smolensk. La 22 mai 1974, de sarbatoarea „Mutării Moaștelor Sfântului Nicolae”, a fost hirotonit in treapta de diacon la Catedrala „Adormirii Maicii Domnului” din Smolensk, de către episcopul Smolenskului și Veazmei TEODOSIE (Proțiuk), ca celibatar (necăsătorit), și lăsat pentru serviciu la catedrală. La 22 mai 1976, a fost hirotonit de catre același episcop în treapta de preot și numit paroh-adjunct la Catedrala „Adormirii Maicii Domnului” din orașul Smolensk.
În 1981 s-a transferat în eparhia din Cernăuți și Bucovinai și a fost numit de către episcopul de Cernăuți și Bucovina VARLAAM (Iliușenko) cleric al Catedralei „Sfântul Nicolae” din orașul Cernăuți, iar din 1983, numit secretar al Direcției Eparhiale Cernăuți cu ridicarea la rangul de protoiereu. La 29 noiembrie 1987, a fost călugărit cu numele VLADIMIR, în cinstea Sfântului Întocmai cu Apostolii Cneaz Vladimir (sărbătorit la 28 iulie), de către episcopul nou-numit al Cernăuților și Bucovinei ANTONIE (Moskalenko). În anul 1988, către sărbătoarea Nașterii Domnului a fost decorat cu crucea de aur și ridicat în treapta de egumen și decorat cu bederniță. Cu prilejul Sfintelor Paști din anul 1988, a fost decorat cu crucea cu pietre scumpe și ridicat în treapta de arhimandrit. Cu ocazia celor 1000 de ani de încreștinare a Rusiei, a fost decorat, în același an, cu dreptul de a purta a doua cruce cu pietre scumpe. În anul 1981 a absolvit Seminarul Teologic din Moscova, iar în anul 1989 Academia Teologică din Moscova.
Înalt Prea Sfinţitul (ÎPS) Vladimir, mitropolitul Chişinăului şi al Întregii Moldove, sau Nicolae Cantarean, pe numele său de mirean, deţinea în 2014, în arendă, prin intermediul unei firme în care figurează în calitate de fondator, alături de un alt slujitor al Domnului, un hectar de pădure în apropierea s. Ruseştii Noi, r. Ialoveni, pe care are construită o casă de vacanţă, îngrădită şi ferită de ochii muritorilor de rând. Ziarul de Gardă l-a surprins pe ÎPS în zonă, la volanul maşinii de lux a Mitropoliei Moldovei, o Toyota Land Cruiser, cu numere guvernamentale. ÎPS mai avea un apartament de lux de 175 m.p., estimat de experţi imobiliari la peste 3 mln. de lei, şi figura în calitate de fondator la încă un SRL, specializat în reparaţia automobilelor.
Conform informaţiilor oferite de Camera Înregistrării de Stat (CÎS), Nicolae Cantarean este fondatorul a două SRL-uri: SRL Lada-Ton şi SRL Lemn Construct Prim, şi administrator al unui SRL care deţine Publicaţia Perioadică „Altarul Credinţei”. Conform informaţiilor din baza de date a ÎS „Registru”, disponibilă şi on-line, în R. Moldova există o singură persoană cu numele şi prenumele Nicolae Cantarean.
În imaginile pe care le-a publicat ZdG, mitropolitul apărea în ipostaze ”nemitropolicești” cu cea despre care menționa că i-ar fi rudă. În una din poze cei doi se privesc în ochi. Totodată, deși mitropolitul le spunea enoriașilor că iarna merge la munte pentru diverse proceduri, în imagini acesta apare în costum de ski, iar uneori, cu paharul în mână, însoțit de o pisică. De asemenea se vede cum arată, din interior, vila în care ÎPS locuiește, informație care poate fi confirmată de toți locuitorii din zonă.
Potrivit canoanelor bisericești, Mitropolitul nu are dreptul să se căsătorească, să aibă copii sau „relații trupești”. Acesta trebuie să ducă un mod de viață smerit.

## Arhiepiscop al Chișinăului și Moldovei

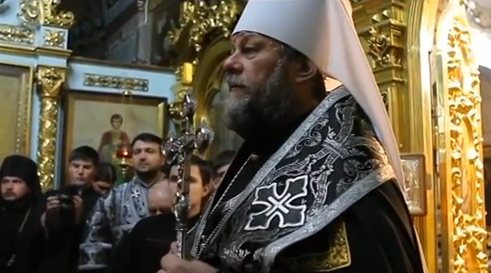
Mitropolitul Vladimir în timpul unei slujbe

Prin hotărârea Sanctității Sale PIMEN (Izvekov) Patriarhul Moscovei și al întregii Rusii și al Sfântului Sinod al Bisericii Ortodoxe Ruse din 7 iulie 1989, arhimandritul VLADIMIR (Cantarean), secretar al Direcției Eparhiale Cernăuți, a fost ales episcop al Chișinăului și Moldovei. Hirotonirea în treapta de episcop a avut loc la 21 iulie 1989, de sărbătoarea icoanei Maicii Domnului din Kazan, în Catedrala Patriarhală „Botezul Domnului”. În anul 1990, catre ziua Sfintelor Paști, la 4 aprilie a fost ridicat de către Patriarhul Moscovei și al întregii Rusii PIMEN (Izvekov) la rangul de arhiepiscop. Din anul 1990 este  membru al Comisiei Biblice Sinodale.

## Schismă în Biserica Ortodoxă din Moldova
În perioada de după destrămarea URSS și proclamarea independenței Republicii Moldova s-a manifestat ideea ca Biserica Ortodoxă din Moldova să devină o biserică națională și să scape de imixtiunile Patriarhiei Moscovei în problemele sale interne. La data de 15 martie 1992, patriarhii Alexei al II-lea al Moscovei și Teoctist al României s-au întâlnit la Constantinopol cu prilejul unui sinod pan-ortodox și au discutat și problema Bisericii Ortodoxe din Republica Moldova (aflată sub oblăduirea Patriarhiei Moscovei), hotărându-se începerea unor convorbiri. Câteva săptămâni mai târziu, la 3 aprilie 1992 un grup de 52 de deputați din Parlamentul Republicii Moldova a adresat o scrisoare celor doi patriarhi, cerând începerea unui dialog „în vederea refacerii unității bisericești a poporului român”.
Sfântul Sinod al Bisericii Ortodoxe Române și-a exprimat oficial poziția față de situația Bisericii din Basarabia și Bucovina de Nord printr-un comunicat dat publicității la 9 aprilie 1992, în care făcea precizarea că Sinodul Patriarhiei Române nu a recunoscut niciodată desființarea Mitropoliei Basarabiei și a Mitropoliei Bucovinei. De asemenea, Biserica Ortodoxă Rusă dorea să-și mențină jurisdicția bisericească și asupra Bisericii Ortodoxe din Republica Moldova.
Începând cu anul 1992 în rândul ierarhilor moldoveni au început să se distanțeze două grupări: una promoscovită, condusă de arhiepiscopul Vladimir Cantarean și episcopul Vichentie Moraru de Tighina, și alta românească, în frunte cu episcopul Petru Păduraru de Bălți. În lupta dintre cele două grupări au intervenit forțele separatiste ale cazacilor transnistreni și ale Armatei a 14-a ruse pentru a-l scoate din reședința episcopală din Bălți pe episcopul Petru.
Temându-se să nu piardă jurisdicția asupra Bisericii Ortodoxe din Basarabia, patriarhul Alexei al II-lea a cerut arhiepiscopului Vladimir al Chișinăului să ia măsuri drastice împotriva ierarhilor și preoților basarabeni animați de sentimente românești. În mai 1992 episcopul Petru a fost atacat chiar la sediul Palatul Episcopial de un grup de preoți și călugări. De asemenea, au fost atacate și cele doua mănăstiri din Eparhia de Bălți.
În fața amenințărilor la care era supus, PS Petru a sosit la București la 20 august 1992 pentru consultarea cu membrii Sf. Sinod al Bisericii Ortodoxe Române. Revenit în Republica Moldova, el a început reorganizarea Mitropoliei Basarabiei cu sprijinul multor personalități politice și culturale între care Ion Ungureanu, ministrul cultelor. Episcopul de Bălți a constituit Adunarea Eparhială, a numit protoierei și preoți, a sfințit noi biserici și a întemeiat Asociația „Sf. Ștefan cel Mare.”
La data de 14 septembrie 1992 a avut loc Adunarea Eparhială de Constituire a Mitropoliei Basarabiei, PS Petru fiind ales cu acest prilej ca locțiitor de mitropolit al Basarabiei, cu sediul la Chișinău. Tot atunci s-a decis trimiterea unei delegații a clerului și a mirenilor din Mitropoliei Basarabiei la sediul Patriarhiei Române din București pentru a cere jurisdicția canonică a Bisericii Ortodoxe Române asupra Bisericii din Basarabia.
Ca urmare a faptului că la 14 septembrie 1992 a avut loc Adunarea Eparhială de Constituire a Mitropoliei Basarabiei, PS Petru fiind ales cu acest prilej ca locțiitor de Mitropolit al Basarabiei, cu sediul la Chișinău, ÎPS Arhiepiscop VLADIMIR (Cantarean) a solicitat Patriarhiei Moscovei și a întregii Rusii independență în probleme de administrație bisericească, de economie și de educație. La ședința sa din 5 decembrie 1992, Sfântului Sinod al Bisericii Ortodoxe Ruse a luat în discuție acest deziderat și a aprobat cererea, dar fără a consulta Patriarhia Română, căreia i-a trimis totuși un răspuns la scrisoarea din 9 aprilie, în care aducea „argumente istorice” în favoarea menținerii jurisdicției rusești asupra Bisericii Ortodoxe din Basarabia. Un Sinod desfășurat la Chișinău la 15 decembrie 1992 condus de ÎPS VLADIMIR a aprobat rămânerea Mitropoliei sub jurisdicția Patriarhiei Ortodoxe Ruse.

## Mitropolit al Chișinăului și al întregii Moldove
Prin hotărârea Sanctității Sale ALEXEI al II-lea (Ridiger), la 21 decembrie 1992, Arhiepiscopul Chișinăului și Moldovei VLADIMIR (Cantarean) a fost ridicat la treapta de Mitropolit, fiind numit după tradiția slavă, Mitropolit al Chișinăului și al întregii Moldove. În anul 1994, prin decizia Sinodului Arhieresc al Bisericii Ortodoxe Ruse, Mitropoliei Chișinăului și a întregii Moldove i-a fost acordat statutul de Biserică Autonomă în cadrul Patriarhiei Moscovei și a întregii Rusii. Tomosul de autonomie a fost acordat de Patriarhul Moscovei și al întregii Rusii ALEXEI al II-lea (Ridiger), la 2 decembrie 1994. În concordanță cu Statutul Patriarhiei Ortodoxe Ruse, (capitolul VIII) organele de conducere a Bisericii Ortodoxe din Moldova sunt Soborul și Sinodul, conduse de Întâistătătorul Bisericii Ortodoxe din Moldova. Propriul Statut al Bisericii Ortodoxe din Moldova a fost aprobat prin Hotărârea Guvernului Republicii Moldova nr. 719 din 17 noiembrie 1993.
Din anul 1995  este și rector al Seminarului Teologic din Chișinau, iar din anul 1997 a fost numit, prin Decretul Sfântului Sinod al Bisericii Ortodoxe Ruse, rector al Academiei și Seminarul Teologic din Chișinău.

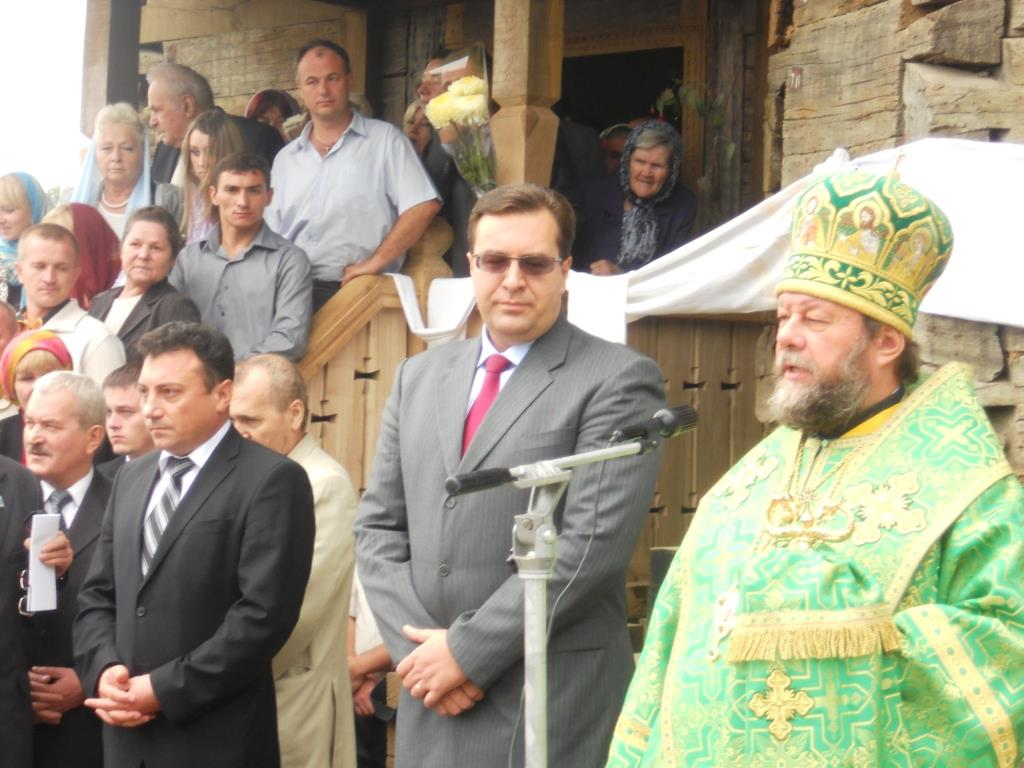
IPS Vladimir alături de Marian Lupu

În anii 1990, 1992, 1996 și 1999 a fost membru supleant al Sfântului Sinod al Bisericii Ortodoxe Ruse. La Soborul Arhieresc aniversar  dintre zilele de 13-19 august 2000 de la Moscova a fost ales în calitate de membru permanent al Sfântului Sinod al Bisericii Ortodoxe Ruse.

## Distincții

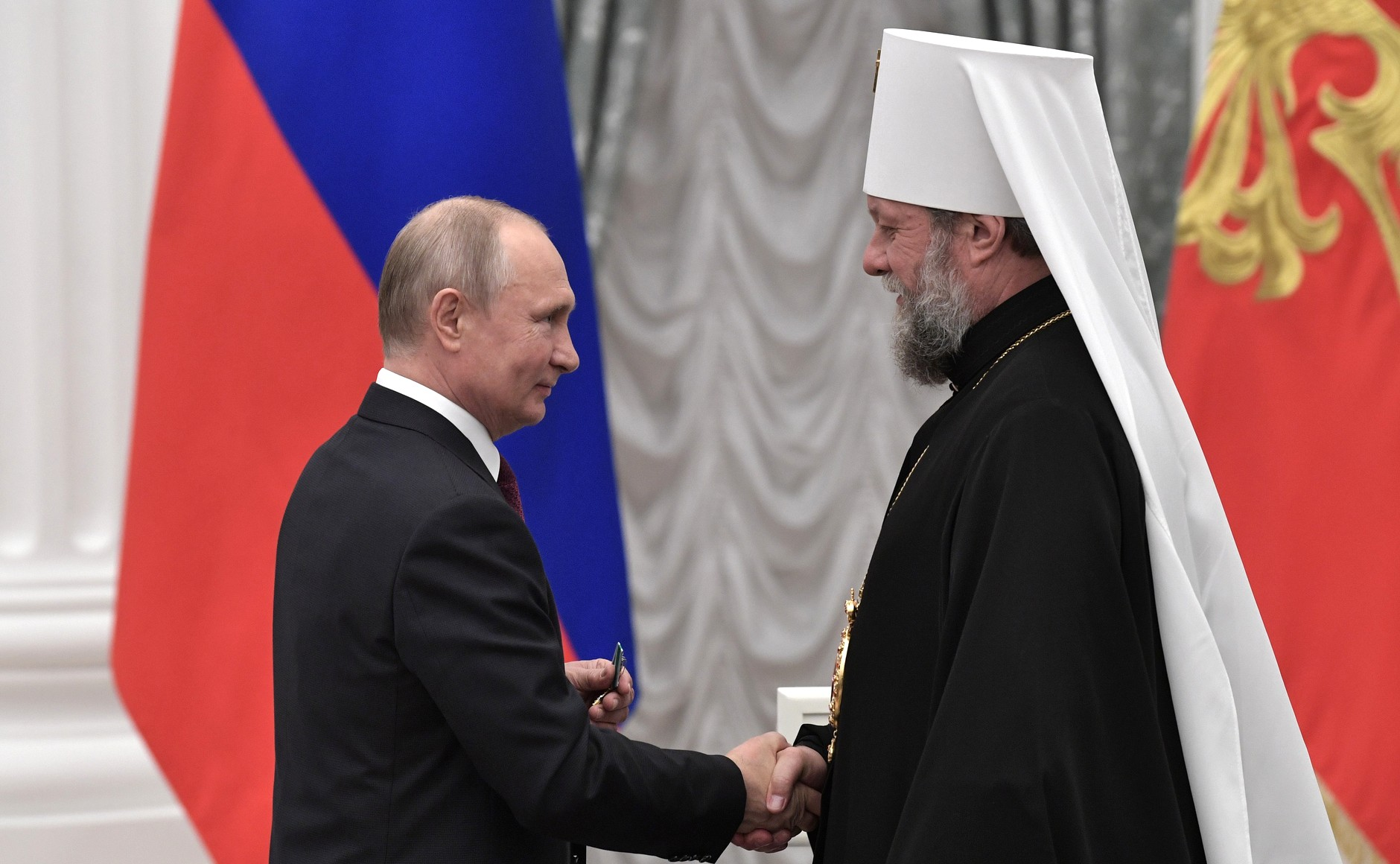
Mitropolitul alături de președintele Rusiei, Vladimir Putin

Mitropolitul Vladimir Cantarean a fost decorat cu distincții bisericești și de stat:

### Distincții bisericești
- Medalia "Sf. Serghei de Radonej", gradul I (1979)
- Ordinul "Sf. Maria Magdalena", acordat de Biserica Ortodoxă din Polonia (1979)
- Ordinul "Sf. Kneaz Vladimir", gradul II (1999)
- Diploma jubiliară a Patriarhului Alexei al II-lea al Moscovei (2000)
- Ordinul "Mormântul Domnului", acordat de Biserica Ortodoxă de Ierusalim (2000)
- Ordinul "Sf. Serghei de Radonej", gradul II (2002)
- Ordinul "Sf. Serafim de Sarov", gradul II, Biserica Ortodoxă Rusă (2005)
- Membru de onoare al Seminarului teologic de la Odesa (2005)
- Ordinul „Sfinții Chiril și Metodie”, gradul II, Biserica Ortodoxă Cehă (2006)
- Crucea Sfântului Apostol Pavel – înalta distincție a Bisericii Ortodoxe din Grecia (2011)
- Medalia „Sf. Mc. Silvestru” – acordată de Eparhia de Omsk și Tarsk (2011)
- Ordinul Cuv. Serghie de Radonej, gr. I. (2012)

### Distincții de stat
- Diploma de Onoare a Prezidiului Fondului Păcii din URSS (1979)
- Ordinul "Sf. Stanislav" (1998)
- Diploma de Onoare a Prezidiului Academiei de Științe a Republicii Moldova (1999)
- Academician de Onoare al Academiei Internaționale de Cadre de pe lângă UNESCO (1999)
- "Ordinul Republicii", decorația supremă a Republicii Moldova (1999)- în semn de înaltă prețuire a meritelor deosebite în renașterea spirituală și morală a societății [12]
- Ordinul "Pentru dezvoltarea științei și învățământului", acordat de Academia Internațională de Cadre de pe lângă UNESCO (2000)
- Ordinul "Renașterea" al Adunării Nobilimii din Republica Moldova (2002)
- Membru al colegiului redacțional al culegerii “Bogoslovskie trudi” (din 2002)
- Dimploma de excelență a Ministerului Educației, Tineretului și Sportului (2005)
- Diploma de excelență a Ministerului Educației, Tineretului și Sportului (2006)

- 2006 – Medalia de Onoare a Prezidiului Academiei de Științe a Republicii Moldova;
- 2009 – Diploma și insigna de aur în cinstea lui Antioh Cantemir, comemorat la 300 ani de la naștere
- 2009 – Ordinul „Sf. Fiodor Ușakov” – acordat conform deciziei secției maritime a Societății Veteranilor din Rusia
- 2009 – Ordinul închinat „Sf. Ana”, gr. I – acordat de Țarina Maria Vladimirovna Romanov; *2010 – Doctor în Știinte economice în cadrul Universității Libere Internaționale din Republica Moldova (ULIM)
- 2011 – Doctor Honoris Causa al Universității Sociale de Stat din Rusia;
- 2011 – Medalia de aur în cinstea Împărătesei Maria Fiodorovna „Pentru slujire socială”;
- 2011 – Ordinul „Bogdan Întemeietorul” acordat de către Președintele Republicii Moldova;[13]
- 2011 – Medalia comemorativă „Participant la lichidarea consecințelor catastrofei de la Cernobîl – 25 ani”
- 2012 – Medalia Sf. Cneaz Alexandru Nevski a Eparhiei de Ungheni și Nisporeni;
- 2012 – Medalia Sf. Vasile cel Mare a Eparhiei de Edineț și Briceni; 2012 – Membru de onoare al Academiei de Științe a Moldovei.

## Patriarhul Teoctist, despre persecuțiile Mitropolitului Vladimir
„Ceea ce însă ne produce un adânc sentiment de tristețe, este atitudinea Înaltpreasfințitul Arhiepiscop Vladimir, acum Mitropolit de Chișinău, față de clerul și credincioșii ce-și manifestă dorința legitimă a unor legături mai strânse cu Biserica Mamă - Patriarhia Română. Deoarece un mare număr de preoți și credincioși și-au manifestat, în mod sincer, aceste sentimente cu totul sfinte, au fost supuși unei prigoane barbare, Preasfinția Sa fiind chiar depărtat violent și samavolnic din reședința din orașul Bălți. Și din acest motiv, Preasfințitul Episcop Petru a făcut apel la Patriarhia Română, după ce el s-a plâns Preafericirii Voastre, dar fără rezultat.

Înaltpreasfințitul Vladimir a manifestat, de asemenea, atitudine de nerespect față de obligația canonică de a nu avea nici un fel de legături cu grupurile schismatice, rupte din trupul Bisericii Ortodoxe. Astfel, a invitat, ca oaspeți de onoare, în luna noiembrie 1992, doi «arhierei» schismatici din România. Această atitudine contravine flagrant cu declarația de la Constantinopol a Întâistătătorilor Bisericilor Ortodoxe, din martie 1992, care prevede că «este necesar ca toate Sfintele Biserici Ortodoxe locale, fiind în solidaritate deplină unele cu celelalte, să condamne aceste grupuri schismatice și să se abțină de la orice comuniune cu ele, oriunde s-ar afla acestea».
De aceea, în contextul acestei hotărâri unilaterale, precum și a atitudinii antiromânești a Înaltpreasfințitului Vladimir și persecuțiilor de tot felul la care au fost supuși cei care întrețineau legături cu frații și neamurile lor din România, Preasfințitul Episcop Petru, scos afară de la Bălți, după ce s-a adresat Patriarhiei Moscovei, a fost nevoit să se adreseze Bisericii Neamului său. Clerul și credincioșii, supuși acelorași persecuții din partea Înaltpreasfințitul Vladimir, constituindu-se în Adunarea eparhială, au reactivat statutar vechea Mitropolie a Basarabiei, l-au ales ca locițiitor de mitropolit pe Preasfințitul Petru și au cerut oblăduirea canonică a Bisericii Ortodoxe Române. Biserica noastă a luat act cu binecuvântare de dorința și hotărârea lor recunoscând .”—Patriarhul Teoctist Arăpașu